# Bligny-lès-Beaune
 Bligny-lès-Beaune  là một xã ở tỉnh Côte-d’Or trong vùng Bourgogne-Franche-Comté, phía đông nước Pháp. Khu vực này có độ cao từ 199-225 mét trên mực nước biển.